# Elecciones presidenciales de Estados Unidos de 1880
Las elecciones presidenciales de Estados Unidos de 1880 fueron vistas principalmente como un referéndum sobre la relajación de los republicanos sobre los esfuerzos de reconstrucción en los estados del sur. No hubo problemas en las tarifas como en la actualidad, con los republicanos dando el apoyo a los aranceles más elevados y los demócratas el apoyo a los más bajos.
Los demócratas presentaron un programa electoral que combinaba su vieja reclamación de una mayor autonomía de los estados frente al poder central con varias ideas nuevas que acabarían siendo tan características del partido como en su día lo fue esa reivindicación descentralizadora: defensa de los trabajadores, rechazo tenaz a los monopolios y restricciones a la inmigración china. La imagen del Partido Demócrata como campeón de los trabajadores empezaba a perfilarse.
El presidente, Rutherford B. Hayes no buscaba la reelección, manteniendo la promesa hecha durante la campaña de 1876. El Partido Republicano escogió a otro ohionés, James A. Garfield, como su abanderado. El Partido Demócrata eligió a Winfield S. Hancock, que había sido general en la guerra civil como su candidato. A pesar de una diferencia de poco menos de 2000 votos en los votos populares, Garfield fue elegido fácilmente, con la captura de 214 de los 369 votos electorales. Sigue siendo una de las diferencias más pequeñas en los votos populares de la historia de los Estados Unidos.